# Motocavalcata Colle di Val d'Elsa-Follonica
La Colle-Follonica è una motocavalcata che nasce dalla vecchia Siena-Follonica e si svolge ogni anno. È organizzata dal Motoclub Garganella di Colle di Val d'Elsa, in provincia di Siena, e dal Moto Club Follonica di Follonica, in provincia di Grosseto, con il patrocinio dell'amministrazione comunale di Colle di Val d'Elsa e Follonica. La manifestazione è aperta a tutti, indipendentemente che siano iscritti o meno alla FMI, ed a tutti i tipi di motocicletta purché in regola con il Codice della strada italiano.
Nel corso degli anni il motoraduno, che nel 2008 è giunto, in totale, alla ventitreesima edizione (nona edizione per la Colle-Follonica), si è imposto come una delle principali manifestazioni del genere in Italia.
Nell'edizione 2008 sono stati riammessi a partecipare anche i quad.
Nutrito il numero dei partecipanti in tutte le sue edizioni; nel 2008 il raduno ha visto al via oltre 1.000 partecipanti, provenienti da ogni parte d'Italia, con 120 quad. 
L'ultima edizione risale al 2011.
In data 3 aprile 2016 è stata effettuata prima edizione della Motocavalcata Volterra-Follonica, organizzata dal Motoclub Pomarance, in provincia di Pisa, e dal Motoclub Follonica. Questa nuova formula, con partenza da Piazza dei Priori dalla famosa città dell'alabastro, Volterra, ha ottenuto oltre 500 iscritti.

## Caratteristiche del percorso
Il percorso, che si snoda per circa 220 km di fuoristrada tra le città di Colle di Val d'Elsa e di Follonica, è abbastanza impegnativo e viene compiuto tra le 5 e le 10 ore. I percorsi sono gli stessi per tutti i tipi di motocicli (enduro, trial, epoca).